# Ritratto di Isabella del Portogallo (Tiziano)
Il Ritratto di Isabella del Portogallo o Ritratto dell'imperatrice Isabella del Portogallo è un dipinto del pittore veneto Tiziano Vecellio realizzato nel 1548 e conservato nel Museo del Prado a Madrid in Spagna.

## Storia
Alla morte di sua moglie Isabella (1539), l'imperatore Carlo V non aveva alcun ritratto che considerasse degno di lei, così chiese a uno dei suoi pittori preferiti, Tiziano, di realizzarne uno.  Il pittore, che non aveva mai visto il ritratto, era basato su un ritratto precedente, in cui l'Imperatrice era raffigurata in un abito nero, oggi scomparso, perché bruciò nel fuoco del Palazzo Reale di El Pardo nel 1604.  L'autore di quel dipinto originale è indicato in diverse fonti come un pittore "sconosciuto" o "di seconda fila". Fonti italiane contemporanee (Pietro Aretino) citano quel ritratto dell'imperatrice chiamandolo banale, forse per non adattarsi al gusto italiano, ma molto simile al vero   e indicano che piaceva all'imperatore, almeno quanto basta per basare su di lui l'incarico del Tiziano. 
Tra le possibili attribuzioni a questa immagine mancante ci sono diversi insegnanti al di fuori dell'Italia, come lo spagnolo Diego de Arroyo, i Flamingos Scrouts e Vermeyen o l'austriaco Seisenegger. È stato scoperto che Tiziano riutilizzò una tela già dipinta per il suo ritratto di Isabella, perché attraverso l'analisi radiografica si è distinta una figura femminile. Tiziano inizialmente dipinse l'imperatrice con un naso un po' 'aquilino. Presentò il quadro alla corte nel 1545; l'imperatore chiese all'artista di ritoccarlo, come aveva fatto in precedenti occasioni con il prognatismo in vari ritratti di Carlo. Tiziano si trasferì ad Augusta nel 1548 per ritoccare il dipinto. 
Il desiderio dell'imperatore per questo ritratto è dimostrato da chi è documentato che lo ha accompagnato nel suo ritiro dal Monastero di Yuste.  Il dipinto si trovava nel Monastero dei reali scalzi di Madrid, in seguito nell'Real Alcázar nel Palazzo Reale e infine entrò nel Museo del Prado.

## Descrizione
Il ritratto è Isabella del Portogallo, moglie di Carlo I di Spagna e figlia del re Manuele I del Portogallo. Il ritratto segue uno schema classico già utilizzato da Raffaello o Leonardo da Vinci, in cui la modella è seduta, aprendo con lei una finestra in cui si vede un paesaggio.  Il paesaggio impone profondità alla composizione, oltre a fungere da contrasto cromatico con la figura dell'imperatrice, in quanto predominano i toni verdastri e bluastri, mentre la scena interna è dominata da toni caldi. La figura di Isabella esprime una certa rigidità, forse correlata al concetto di maestà così utilizzato nell'iconografia imperiale. La figura indossa un ricco abito rosso e oro con ornamenti in broccato e pietra. È anche adornato con gioielli sgargianti, come una collana di perle, una spilla sul petto, con pietre preziose da cui pende un'altra perla a forma di lacrima, un anello sulla mano destra o un gioiello in cima al suo copricapo, un'acconciatura molto rigida alla moda all'epoca composta da trecce. L'imperatrice tiene un libro aperto nella mano sinistra forse un messale o un libro di orazioni e osserva un punto distante con un'espressione egocentrica.

## Ritratto di Carlo V e Isabella del Portogallo del Rubens

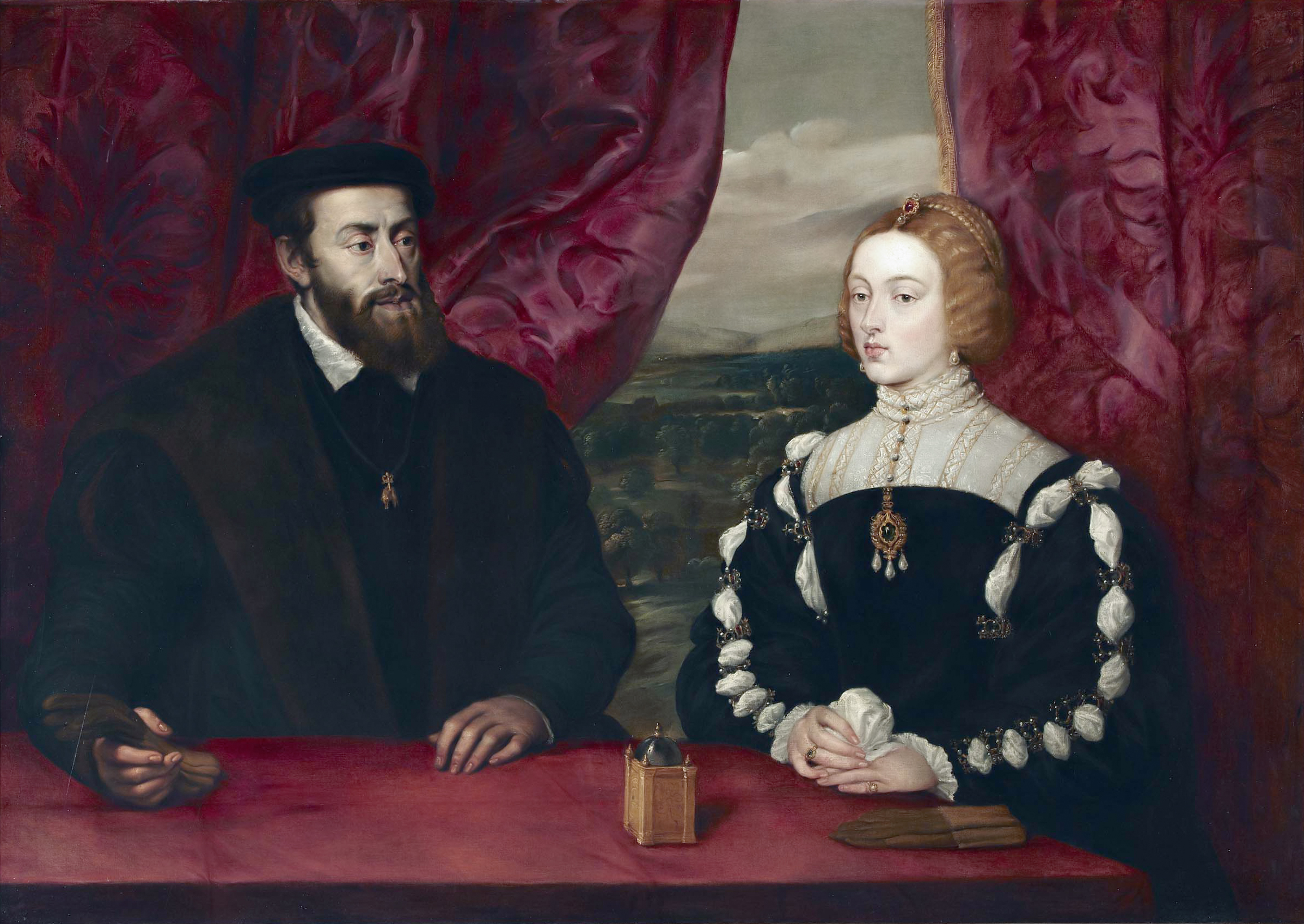
Ritratto di Carlos V e Isabella del Portogallo, la copia di Rubens di un originale perduto di Tiziano.

Esiste una copia di Rubens di un ritratto della coppia imperiale, che Tiziano avrebbe inizialmente realizzato, ma che non è stato conservato. Appartiene alla Casa d'Alba ed è esposto nel Palazzo di Liria a Madrid.